# Диас, Мигель
Мигель Брито дос Диас (нидерл. Miguel Brito dos Reis Dias, родился 1 апреля 1968, Санта Мария, Кабо-Верде) — нидерландский боксёр-профессионал, серебряный призёр чемпионата Европы, член Олимпийской сборной Нидерландов 1992 года.